# Cârligei (okręg Dolj)
Cârligei – wieś w Rumunii, w okręgu Dolj, w gminie Bucovăț. W 2011 roku liczyła 396 mieszkańców.